# Mannheimer Abendakademie
Die 1899 gegründete Mannheimer Abendakademie zählt zu den ältesten Volkshochschulen in Deutschland. Sie beschäftigt aktuell 70 hauptberufliche Mitarbeiter sowie 1.200 freiberufliche Kursleiter und bietet rund 5.500 Kurse jährlich an. Sie verfügt über 120 Unterrichts- und Büroräume mitten in der Stadt am Kurpfalzkreisel.

## Geschichte
Im November 1899 gab die Dozentenversammlung der Heidelberger Universität dem Anliegen aus Mannheim statt und sagte ihre Unterstützung bei der Gründung einer volkstümlichen Hochschule zu. Oberbürgermeister Otto Beck war mit der Bitte an die Universität Heidelberg herangetreten, in Mannheim allgemeinbildende Vorträge für interessierten Laien zu halten. Am 28. November 1899 stimmte der Prorektor der Universität diesem Wunsch zu, und unter dem organisatorischen Dach des „Vereins für Volksbildung“ nahm die Volkshochschule in Mannheim ihre Arbeit auf. 
Erster Geschäftsführer und ab 1929 Leiter der Volkshochschule war der Soziologe Paul Eppstein. 1933 wurde er, weil er Jude war, zur Niederlage seines Amtes gezwungen. Er starb 1944 im Getto Theresienstadt, wohin er ein Jahr zuvor gemeinsam mit seiner Frau deportiert worden war. Mit der Machtübernahme der Nationalsozialisten und der Auflösung der Volkshochschule fand die Geschichte der Erwachsenenbildung in Mannheim ein vorläufiges Ende. 
Nach Kriegsende konnte Hans Werner Langer 1946 die unterbrochene Arbeit wieder aufnehmen. Er leitete die Schule bis zu seinem Tod 1953, ohne dass seiner Arbeit eine organisatorisch-rechtliche Struktur zugrunde gelegen hätte. Schließlich regte im selben Jahr Oberbürgermeister Hermann Heimerich die Schaffung eines eingetragenen Vereins an, der sich am 8. Juni unter dem Namen Mannheimer Abendakademie konstituierte. Leiter wurde Günter Schulz, als Vorsitzender des Verwaltungsrates agierte Stadtrat Karl Breiling. 1980 erhielt die Akademie die Rechtsform einer gemeinnützigen GmbH. Die Stadt Mannheim hält 70 % der Geschäftsanteile, der ursprüngliche Verein 30 %.

## Öffentlicher Bücherschrank

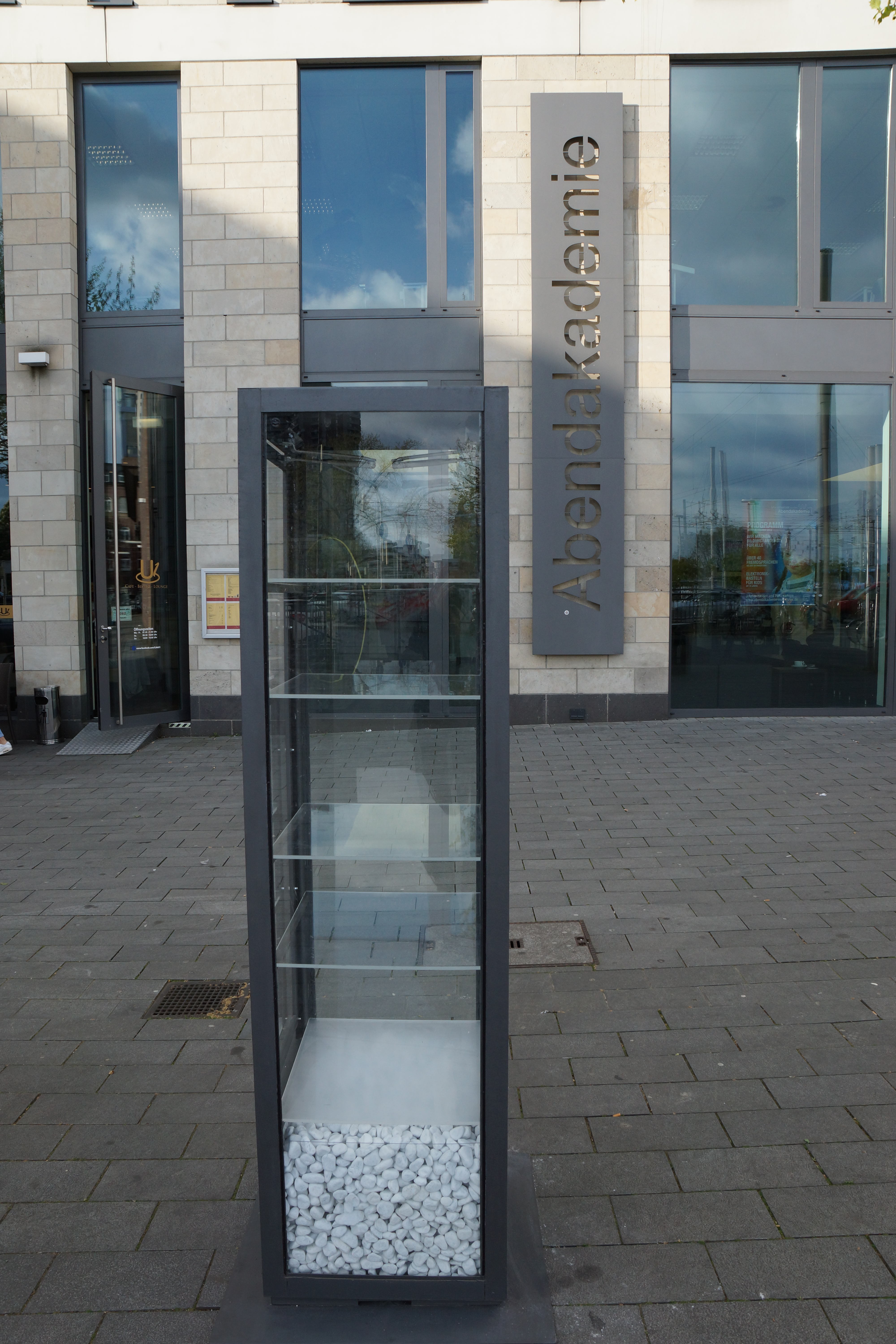
Freilichtbibliothek

Der Bücherschrank der Mannheimer Abendakademie wurde 2016 aufgestellt. Besucher können dort Bücher mitnehmen oder einstellen.